# Souhvězdí Žirafy
Žirafa je cirkumpolární souhvězdí na severní obloze. Nachází se mezi souhvězdími Draka, Malý medvěd, Cefeus, Kasiopeja, Perseus, Vozky, Souhvězdí Rysa a Velké medvědice. Na severní oblohu ho zavedl nizozemský astronom Petrus Plancius roku 1613. Skládá se jen ze slabých hvězd, nejjasnější hvězdy dosahují zdánlivé hvězdné velikosti 4. Nejlepší podmínky pro pozorování nastávají v únoru. Je 18. největším souhvězdím oblohy.

## Původ jména
Jelikož bylo souhvězdí zavedeno až v 17. století, není s ním spjata žádná legenda. Představuje sudokopytníka žijícího v Africe.

## Hvězdy
Žirafa neobsahuje žádné jasné hvězdy. Její nejjasnější hvězdy dosahují čtvrté magnitudy. Nejjasnější je Beta Camelopardalis (4,02 mag). Alfa Camelopardalis (4,3 mag) je ve vzdálenosti 5000 ly. Jde o zářivého modrobílého veleobra, který je tak málo jasný díky své vzdálenosti. Hvězdy označené jako 11 a 12 Camelopardalis tvoří optickou dvojhvězdu. Obě mají jasnost 6,0 mag. Fyzická dvojhvězda je 32 Camelopardalis (5,3 mag). Obě hvězdy mají modrobílou barvu a je vhodné pozorovat je alespoň s pomocí triedru. Druhou nejjasnější hvězdou v Žirafě je CS Camelopardalis (4,21 mag), která je proměnnou hvězdou.

## Objekty vzdáleného vesmíru
V Žirafě se nachází 43 NGC objektů. Většina je však příliš slabá. Pro amatérské astronomy je zajímavá otevřená hvězdokupa NGC 1502, která má jasnost 5,7 mag. NGC 2403 je spirální galaxie, která dosahuje jasnosti 8,4 mag, a jde ji pozorovat s objektivem o průměru 100 mm. Další spirální galaxií je IC 342 (9,3 mag), která je ve vzdálenosti 10 milionů světelných let. Planetární mlhovina s označením IC 3568 je poměrně mladá a v amatérském dalekohledu je vidět pouze její ústřední hvězda.

## Kemblova kaskáda
V souhvězdí se nachází asterismus nazvaný Kemblova kaskáda, kterou tvoří asi 20 náhodně seskupených hvězd, promítajících se na nebeskou sféru jako řada začínající pod otevřenou hvězdokupou NGC 1502 a pokračující na severozápad.